# Brachyolene capensis
Brachyolene capensis es una especie de escarabajo de la familia Cerambycidae. Fue descrito por Stephan von Breuning en 1970. Se encuentra en Sudáfrica.